# Moto Club (São Luís)
Moto Club de São Luís – brazylijski klub piłkarski z siedzibą w mieście São Luís, stolicy stanu Maranhão.

## Osiągnięcia
- Mistrz stanu Maranhão (24) : 1944, 1945, 1946, 1947, 1948, 1949, 1950, 1955, 1959, 1960, 1966, 1967, 1968, 1974, 1977, 1981, 1982, 1983, 1989, 2000, 2001, 2004, 2006, 2008
- Taça Cidade de São Luís: 2003.

## Historia
Klub powstał 12 września 1937 pod początkową nazwą Ciclo Moto, gdyż założyciele zamierzali skoncentrować się jedynie na zawodach motocyklowych. Jednak już w 1938 powstała sekcja piłkarska klubu.
W latach 1948–1955 Moto Club siedem razy z rzędu zdobył tytuł mistrza stanu Maranhão.
W 1973 Moto Club po raz pierwszy zagrał w pierwszej lidze brazylijskiej (Campeonato Brasileiro Série A), zajmując ostatecznie 39 miejsce.
Kolejny start w pierwszej lidze brazylijskiej w 1982 roku zakończył się dla klubu zajęciem 28 pozycji w końcowej klasyfikacji.
W roku 2003 klub wygrał turniej Taça Cidade de São Luís, pokonując w finale na Estádio Nhozinho Santos klub Santa Inês.